# Parashorea
Genre
Classification phylogénétique
 Parashorea est un genre d'arbres de la famille des Dipterocarpaceae localisé à l'Asie du Sud Est.

## Étymologie
Le nom dérive du grec para = similaire à,  et Shorea, autre genre de la famille des Dipterocarpaceae.

## Répartition
Asie du Sud Est

## Liste d'espèces
Le genre Parashorea compte une quinzaine d'espèces, plus de la moitié sont en danger critique d'extinction.
- Parashorea aptera, Sloot
- Parashorea buchananii, (C.E.C.Fisch.) Symington
- Parashorea chinensis, Wang Hsie
- Parashorea densiflora, Slooten & Sym.
- Parashorea dussaudii, Tardieu
- Parashorea globosa, Sym.
- Parashorea laotica, Tardieu
- Parashorea lucida, (Miq.) Kurz
- Parashorea macrophylla, Wyatt-Sm. ex P.S.Ashton
- Parashorea malaanonan, (Blanco) Merr.
- Parashorea parvifolia, Wyatt-Sm. ex P.S.Ashton
- Parashorea stellata, Kurz
- Parashorea smythiesii, Wyatt-Sm. ex P.S.Ashton
- Parashorea tomentella, (Symington) Meijer
- Parashorea warburgii, Brandis